# Lepadella myersi
Lepadella myersi är en hjuldjursart som beskrevs av John R. Edmondson 1934. Lepadella myersi ingår i släktet Lepadella och familjen Lepadellidae. Inga underarter finns listade i Catalogue of Life.